# Para minimalna
Para minimalna – para wyrazów lub wyrażeń danego języka różniących się tylko jedną głoską i mających różne znaczenia.
Cechy odróżniające głoski pary minimalnej są cechami fonologicznie relewantnymi; na przykład w języku polskim parę minimalną tworzą wyrazy koza i kosa – wyrazy te różnią się tylko jedną głoską (/z/ : /s/) i mają różne znaczenia. Wynika z tego, że cechy odróżniające głoski /z/ i /s/ (w tym wypadku dźwięczność) są w systemie fonologicznym języka polskiego cechami fonologicznie relewantnymi, a głoski /z/ i /s/ są realizacjami dwóch różnych fonemów. W języku hiszpańskim głoski te są realizacjami tego samego fonemu: /s/. Głoska /z/ jest w hiszpańskim jedynie wariantem fonemu /s/, występującym przed spółgłoskami nosowymi i półotwartymi, przykładowo w wyrazie capitalismo. Sposób znajdowania cech fonologicznie relewantnych poprzez podstawianie innych głosek nazywa się metodą substytucji.
Różnice między głoskami wpływającymi na znaczenie wyrazów pary minimalnej mogą dotyczyć dźwięczności, miękkości, ustności lub nosowości, sposobu artykulacji, miejsca artykulacji, akcentu wyrazowego (lub jego braku), intonacji i innych cech.